# Backwell
Backwell är en by (village) och en civil parish i Storbritannien. Backwell ligger i enhetskommunen North Somerset  i grevskapet Somerset och riksdelen England, i den sydvästra delen av landet ca 11 km sydväst om Bristol.